# ザクセンシュピーゲル
ザクセンシュピーゲル（独: Sachsenspiegel）は、中世ドイツで広く用いられた法書である。

## 概要

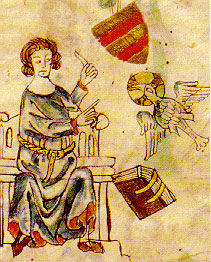
アイケ・フォン・レプゴウ（オルデンブルク・ザクセンシュピーゲル）

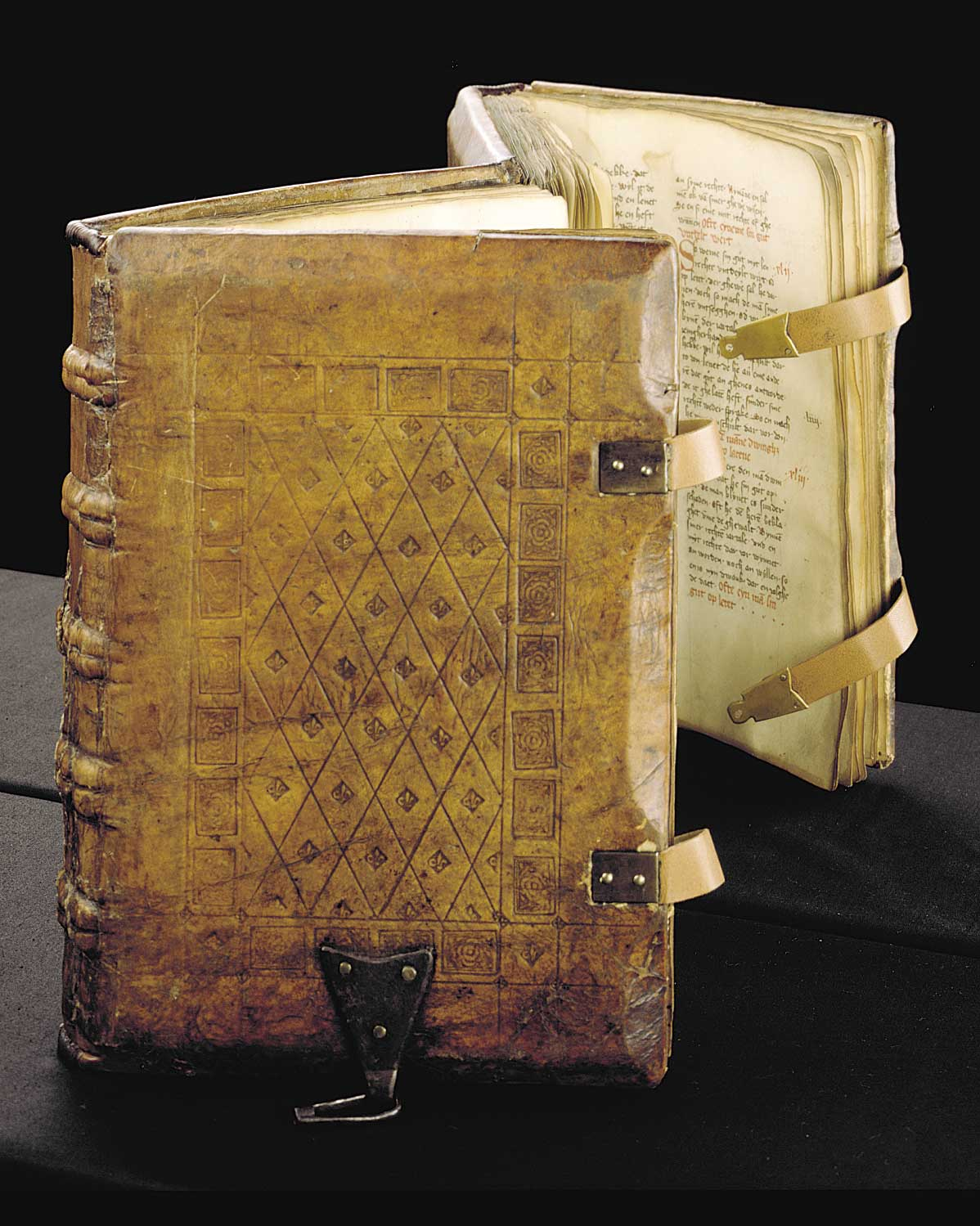
1385年の写本（デュースブルク図書館）

ザクセンの騎士アイケ・フォン・レプゴウ（Eike von Repgow 1180頃 - 1233以降）によって1225年にまとめられた。当初はラテン語で記されていたが、ファルケン伯ホイアーの要請によってドイツ語に書き改められた。なお、本書は低地ドイツ語で書かれた最初の散文文書である。
本書の題名「ザクセンシュピーゲル」は、「ザクセンの鏡」という意味である。「ザクセン法鑑」と訳されることもある。

## 内容
本書は4つの序文とラント法（ドイツ語: Landrecht (Mittelalter)）、封建法（ドイツ語: Lehnrecht）の二部からなる本文によって構成される。
レプゴウは当時各所で発生していた法的問題の解決のために、それまで口頭で伝承されていた慣習法を文書化した。彼は本書をザクセン法に則って記述しようとしたが、実際は彼の生まれ故郷であるオストファーレンの法であるとされている。

## 影響
本書は法典とは異なり、私人の編纂による法記録でしかないが、中世以降のドイツ法に多大な影響をもたらした。
14世紀にはザクセンの裁判所で法典と同様に扱われ、本書を基に編纂された普通ザクセン法はザクセンではザクセン民法典（ドイツ語: Sächsisches Bürgerliches Gesetzbuch）の作られる1863年まで、プロイセンでは1794年のプロイセン一般ラント法（ドイツ語: Allgemeines Landrecht für die Preußischen Staaten）まで、テューリンゲンなど一部の地域では1900年のドイツ民法典の成立まで効力を持っていた。
また、各国語にも翻訳され、ドイツ国外においてもオランダ、デンマーク、ポーランド、ウクライナなどでも使用された。

## 邦訳
- 金澤理康 訳『ザクセン・シュピーゲル ―ラントレヒト―』早稲田大学法学会〈早稲田法学 別冊 第8巻〉、1937年6月。
- 金澤理康 訳『ザクセン・シュピーゲル ―レーンレヒト―』早稲田大学法学会〈早稲田法学 別冊 第9巻〉、1939年9月。
- 久保正幡・石川武・直居淳 訳『ザクセンシュピーゲル・ラント法』創文社〈西洋法制史料叢書 4〉、1977年10月。